# Per Rosell
Per Rosell, född 3 januari 1987, är en svensk friidrottare (diskuskastning) tävlande för Ullevi FK. Han vann SM-guld i diskuskastning år 2009.
Vid U23-EM i Kaunas, Litauen år 2009 kom Rosell på en åttondeplats i diskus med 56,82.

## Personliga rekord
| Utomhus - Kula – 16,36 (Norrtälje 8 augusti 2008) - Diskus – 61,50 (Göteborg 20 april 2008) | Inomhus - Kula – 15,10 (Göteborg 24 februari 2007) - Diskus – 59,21 (Växjö 22 april 2009) |